# 림뷔르흐어

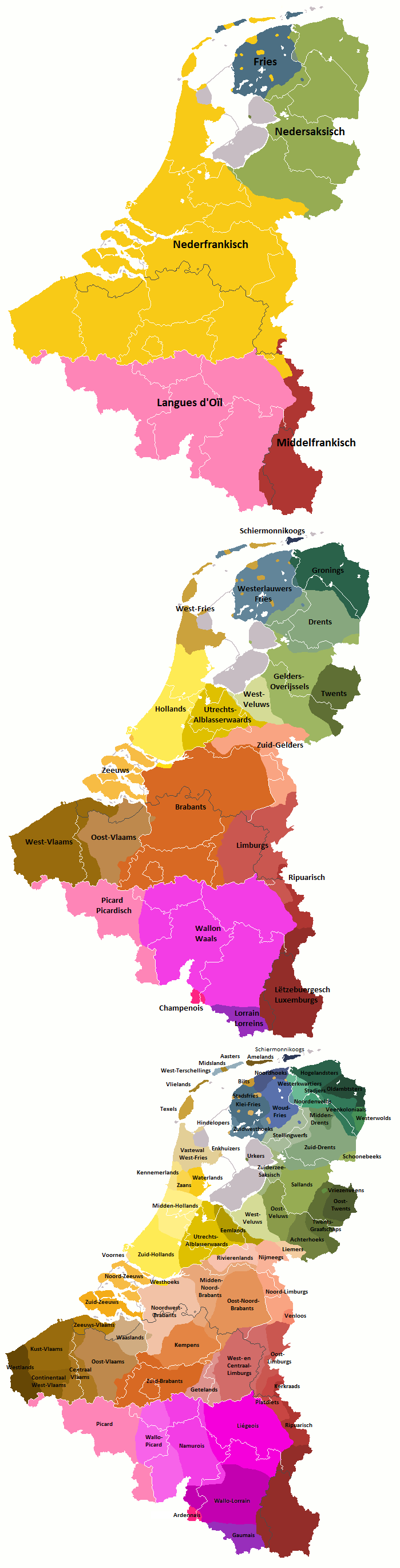
림뷔르흐어는 오른쪽 오렌지색을 가리킨다.

림뷔르흐어 또는 림부르크어(Limburgish language)는 네덜란드, 벨기에, 독일 변방 가까이에 위치한 림뷔르흐와 라인란트 지역에서 쓰이는 언어이다. 인도유럽어족 서게르만어군에 속하며 저지 프랑코니아어군의 변종이다. 이 자체는 저지 프랑코니아어는 물론, 인도유럽어족에 속하는 언어들 중에서 몇 안되는 성조어이다.
일반적으로 림뷔르흐어는 독일어나 네덜란드어의 방언으로 기술되기도 하는데 그 까닭은 해당 두 언어들 모두 림뷔르흐어의 수많은 특성을 공유하고 있기 때문이다.

## 음운

### 자음
|                 |        | 순음 | 치경음 | 후치경음 | 경구개음 | 연구개음 | 구개수음 | 성문음 |
| --------------- | ------ | ---- | ------ | -------- | -------- | -------- | -------- | ------ |
| 비음            | 비음   | m    | n      |          | ɲ        | ŋ        |          |        |
| 파열음 / 파찰음 | 무성음 | p    | t      | t͡ʃ~c     | t͡ʃ~c     | k        |          | ʔ      |
| 파열음 / 파찰음 | 유성음 | b    | d      | d͡ʒ~ɟ     | d͡ʒ~ɟ     | ɡ        |          |        |
| 마찰음          | 무성음 | f    | s      | ʃ        |          | x        |          | h      |
| 마찰음          | 유성음 | v    | z      | ʒ        |          | ɣ        | ʁ        |        |
| 접근음          | 중설음 | w    |        |          | j        |          |          |        |
| 접근음          | 설측음 |      | l      |          | ʎ        |          |          |        |

### 모음
|        | 전설 | 전설 | 중설 | 후설 |
| 비원순 | 원순 |      | 중설 | 후설 |
| ------ | ---- | ---- | ---- | ---- |
| 고     | i    | y    |      | u    |
| 중고   | ɪ    | ʏ    | ə    | ʊ    |
| 중저   | ɛ    | œ    | ə    | ɔ    |
| 저     | æ    |      |      | ɑ    |

|        | 전설  | 전설  | 중설 | 후설  |
| 비원순 | 원순  |       | 중설 | 후설  |
| ------ | ----- | ----- | ---- | ----- |
| 고     | iː    | yː    |      | uː    |
| 중고   | eː    | øː    |      | oː    |
| 중저   | ɛː    | œː œ̃ː |      | ɔː ɔ̃ː |
| 저     | æː æ̃ː |       | aː   | ɑː ɑ̃ː |

## 같이 보기
- 림뷔르흐어 위키백과